# آندره ولیس
آندره ولیس (انگلیسی: Andrea Velis; ۷ ژوئن ۱۹۳۲ – ۴ اکتبر ۱۹۹۴) خواننده اپرا اهل ایالات متحده آمریکا بود.
وی همچنین برندهٔ جوایزی همچون برنامه فولبرایت شده‌است.

## زندگی
ولیس در نیو کنسینگتون، پنسیلوانیا زاده شد.

## تحصیلات
او از دانش‌آموختگان آکادمی ملی سانتا سسیلیا و دانشگاه پیتسبورگ است.